# Liste der Bodendenkmäler im Kreis Viersen

Kreis Viersen

Die Liste der Bodendenkmäler im Kreis Viersen umfasst:
- Liste der Bodendenkmäler in Brüggen
- Liste der Bodendenkmäler in Grefrath
- Liste der Bodendenkmäler in Kempen
- Liste der Bodendenkmäler in Nettetal
- Liste der Bodendenkmäler in Niederkrüchten
- Liste der Bodendenkmäler in Schwalmtal
- Liste der Bodendenkmäler in Tönisvorst
- Liste der Bodendenkmäler in Viersen
- Liste der Bodendenkmäler in Willich